# Vlaamse Radio- en Televisieomroeporganisatie
VRT, siglas de Vlaamse Radio- en Televisieomroeporganisatie (en español, «Organización de Radio y Televisión Flamenca»), es una empresa de radiodifusión pública de Bélgica, orientada a la comunidad flamenca de la Región Flamenca y de Bruselas. Es una de las compañías que conforman la radiodifusión pública belga junto con RTBF (comunidad valona) y BRF (comunidad germanófona).
La empresa fue fundada a raíz de la reforma federalista de 1970, cuando la radiodifusión belga quedó dividida en tres empresas para cada comunidad lingüística. A día de hoy, VRT gestiona tres canales de televisión —VRT 1, VRT Canvas y Ketnet—, cinco emisoras de radio, un servicio de transmisión por internet —VRT Max— y un sitio web.
La gestión de VRT corre a cargo de una dirección general y está sujeta a un consejo de administración, compuesto por doce miembros elegidos entre el parlamento flamenco y estamentos independientes. El servicio se financia a través de aportaciones directas y de publicidad.
VRT y RTBF son miembros de la Unión Europea de Radiodifusión.

## Historia

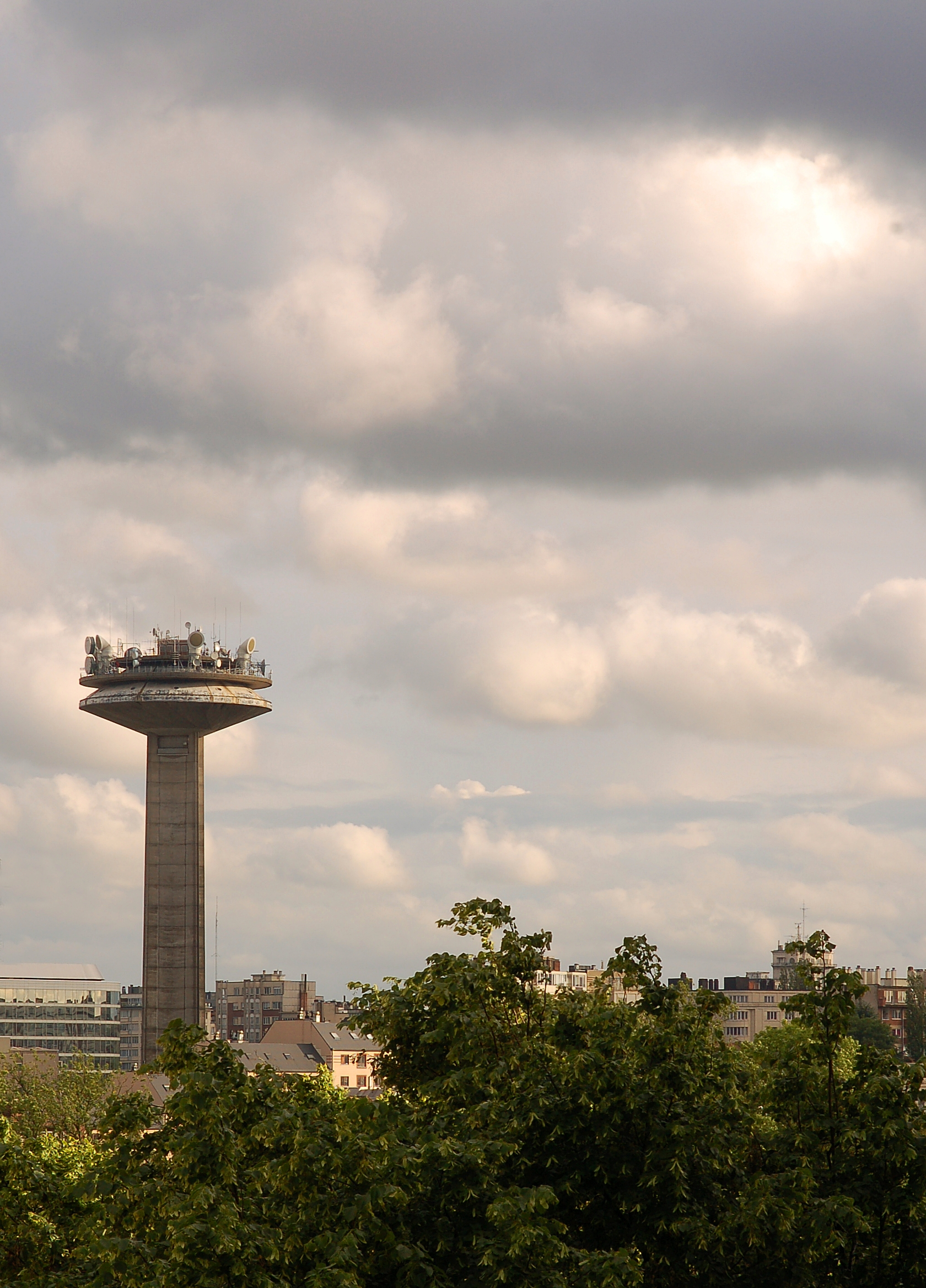
La Tour Reyers, torre de televisión de Bruselas.

La radiodifusión pública de Bélgica se puso en marcha en 1930 a través del «Instituto Nacional Belga de Radiodifusión», una empresa estatal que gestionaba dos emisoras de radio: una en neerlandés y otra en francés. Por otro lado, la televisión se puso en marcha en octubre de 1953 con un canal bilingüe. 
En 1960, la radiodifusión pública se convirtió en una empresa independiente, «Radio y Televisión Belga» (BRT; Belgische Radio- en Televisieomroep), con dos centros de producción independientes —en neerlandés y francés— y otro para servicios comunes, así como una sede en el bulevar Auguste Reyers de Bruselas. Este sistema se mantuvo durante diecisiete años, hasta que la reforma federalista de 1970 condujo a la división de BRT en tres empresas públicas independientes, una por cada comunidad lingüística, a partir de 1977. 
El servicio público de Flandes mantuvo la marca BRT durante catorce años, mientras que su contraparte valona se convirtió de inmediato en RTBF. A partir de 1991, BRT pasó a llamarse «Radio y Televisión Belga en Neerlandés» (BRTN). Y en 1997 se reformaron sus estatutos para convertirla en una corporación pública con autonomía del gobierno, la actual «Organización de Radio y Televisión de Flandes» (VRT), a partir del 1 de enero de 1998.
Durante dos décadas el servicio público flamenco gestionó dos canales de televisión y tres emisoras de radio. Con la irrupción de los medios privados y particularmente de VTM, el grupo reformuló su oferta en 1997: el primer canal asumió una programación generalista, mientras que el segundo canal quedó dividido en dos marcas: el infantil Ketnet de día y el cultural Canvas de noche. También se puso en marcha una radio de música comercial, MNM. Desde 2017, VRT cuenta con su propio servicio de transmisión por internet. 

## Organización

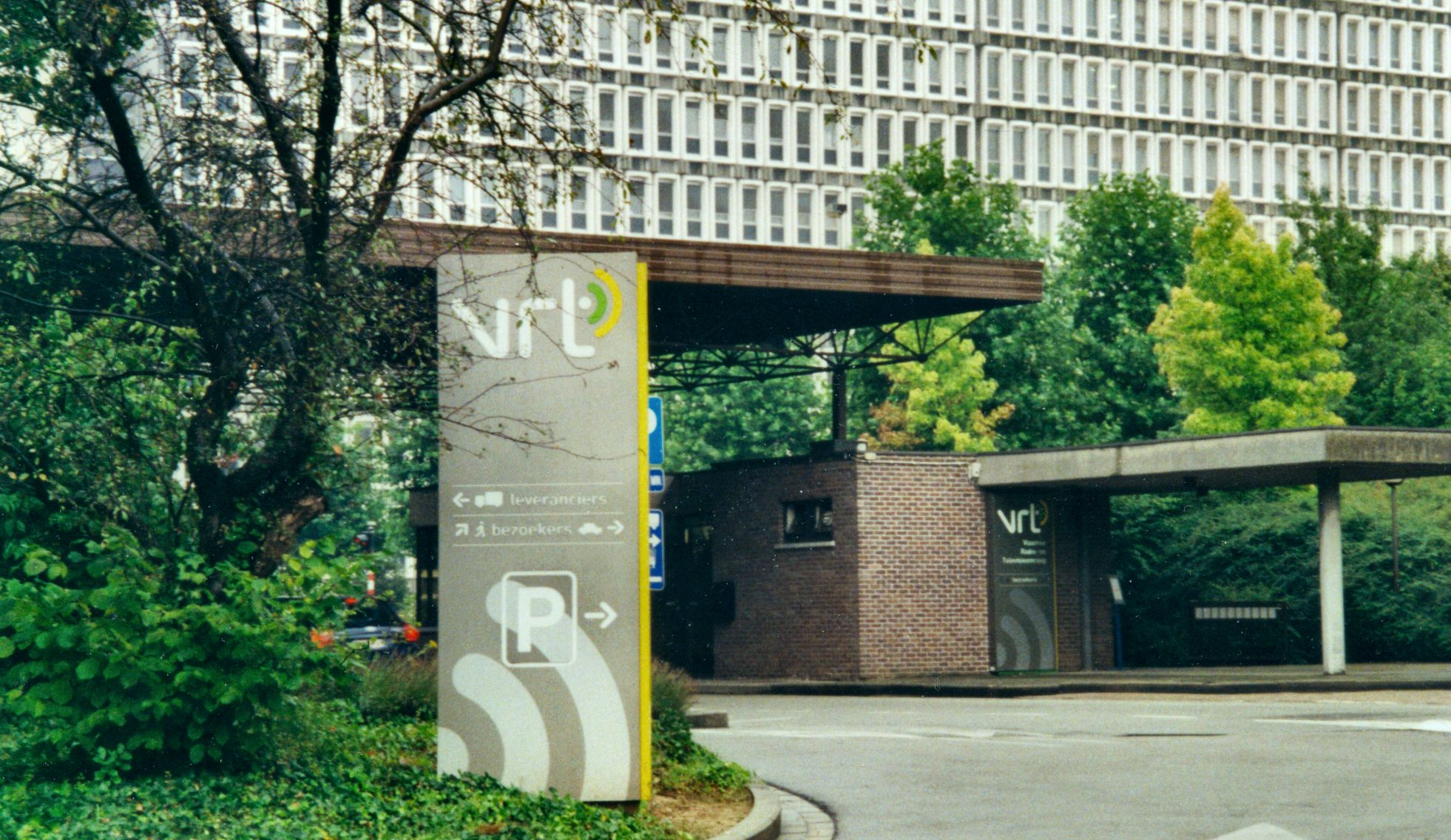
Entrada a los estudios de VRT en el bulevar Auguste Reyers de Bruselas.

En Bélgica, la radiodifusión pública está dividida en tres empresas independientes entre sí: VRT en la comunidad flamenca, RTBF en la comunidad valona, y BRF en la comunidad germanófona. En ese sentido, VRT ofrece una programación en neerlandés para la población de la Región Flamenca y de la Región de Bruselas-Capital, con vocación de servicio público e independencia de todo poder.  La sede de VRT está en el bulevar Auguste Reyers de Bruselas, justo en frente del hogar de RTBF.
La gestión corre a cargo de un consejo de dirección, liderado por un director ejecutivo, que está sujeto al control de un consejo de administración compuesto por doce miembros: ocho son elegidos por el parlamento flamenco y cuatro son nombrados por el gobierno flamenco mediante un proceso abierto de selección. Su labor se rige por un acuerdo marco de gestión. 
El servicio se mantiene a través de aportaciones directas del gobierno y de la venta de publicidad, gestionada a través de la Dirección Audiovisual Flamenca (VAR). La radio y web pueden emitir anuncios con restricciones, mientras que la televisión solo puede valerse de patrocinios que en ningún caso interrumpirán la programación.
VRT y RTBF son miembros activos de la Unión Europea de Radiodifusión en representación de Bélgica.

## Servicios

### Radio
| Logo    | Programación |
| ------- | --- |
| Radio 1 | Radio 1: Emisora de servicio público centrada en boletines informativos, espacios de entretenimiento, eventos deportivos —bajo la marca Sporza Radio— y contenidos alternativos.                                                          |
| Radio 2 | Radio 2: Cadena generalista con programación musical, informativa y de entretenimiento. Se ocupa también de la programación regional con emisoras en Amberes, Cortrique, Gante, Limburgo y Lovaina. Es la radio con más audiencia de VRT. |
| Klara   | Klara: Emisora de música clásica, jazz y música universal. |
| StuBru  | Studio Brussel: Emisora de música alternativa, programación cultural y tendencias. Está orientada a la Región de Bruselas-Capital. |
| Ketnet  | MNM: Siglas de Music and More, emisora de música pop y radiofórmula. |

Cada una de las cinco emisoras generales dispone de señales alternativas en VRT Max, la plataforma digital del grupo.

### Televisión
| Logo   | Programación |
| ------ | --- |
| VRT 1  | VRT 1: Canal principal, fundado en 1954. Su programación está centrada en noticias, entretenimiento, magacines y eventos en directo. Entre 2005 y 2023 utilizó la marca «één».                                 |
| SVT 2  | VRT Canvas: Canal con programación cultural y alternativa. Fue fundado en 1997 como el bloque nocturno del segundo canal belga, cuyas emisiones habían comenzado en 1977.                                      |
| Ketnet | Ketnet: Canal infantil con series y espacios de producción propia. Fue fundado en 1997 como el bloque diario del segundo canal, y desde 2012 cuenta con un canal propio. Emite desde las 6:00 hasta las 20:00. |

Los contenidos deportivos se emiten bajo la marca Sporza en las frecuencias de VRT 1 y VRT Canvas, así como en Ketnet a partir de las 20:00, fuera del hroario infantil. Entre 2012 y 2014 existió un tercer canal juvenil, OP12, que compartía frecuencia con Ketnet.

### Internet
VRT cuenta con un servicio de transmisión en directo y video bajo demanda, «VRT MAX», que agrupa toda la oferta digital. Además de ofrecer el contenido de los distintos canales de radio y televisión, así como el archivo histórico, cuenta con su propia línea de programas originales y exclusivos.
El servicio se puso en marcha en 2017 bajo la marca «VRT Nu». Desde 2018 es necesario registrarse y acreditar una residencia o identidad belga para poder ver la señal de televisión desde fuera de Bélgica, mientras que las radios no tienen restricción geográfica.
Desde 2003, VRT gestiona el portal informativo VRT NWS —vrtnws.be—, anteriormente conocido como De Redactie.